# MH02
MH02
ファンファン・ラボに展示されているMH02
- 用途：研究
- 分類：研究機
- 製造者：本田技研工業
- 運用者：本田技研工業
- 初飛行：1993年3月
- 生産数：1機
- 運用状況：退役

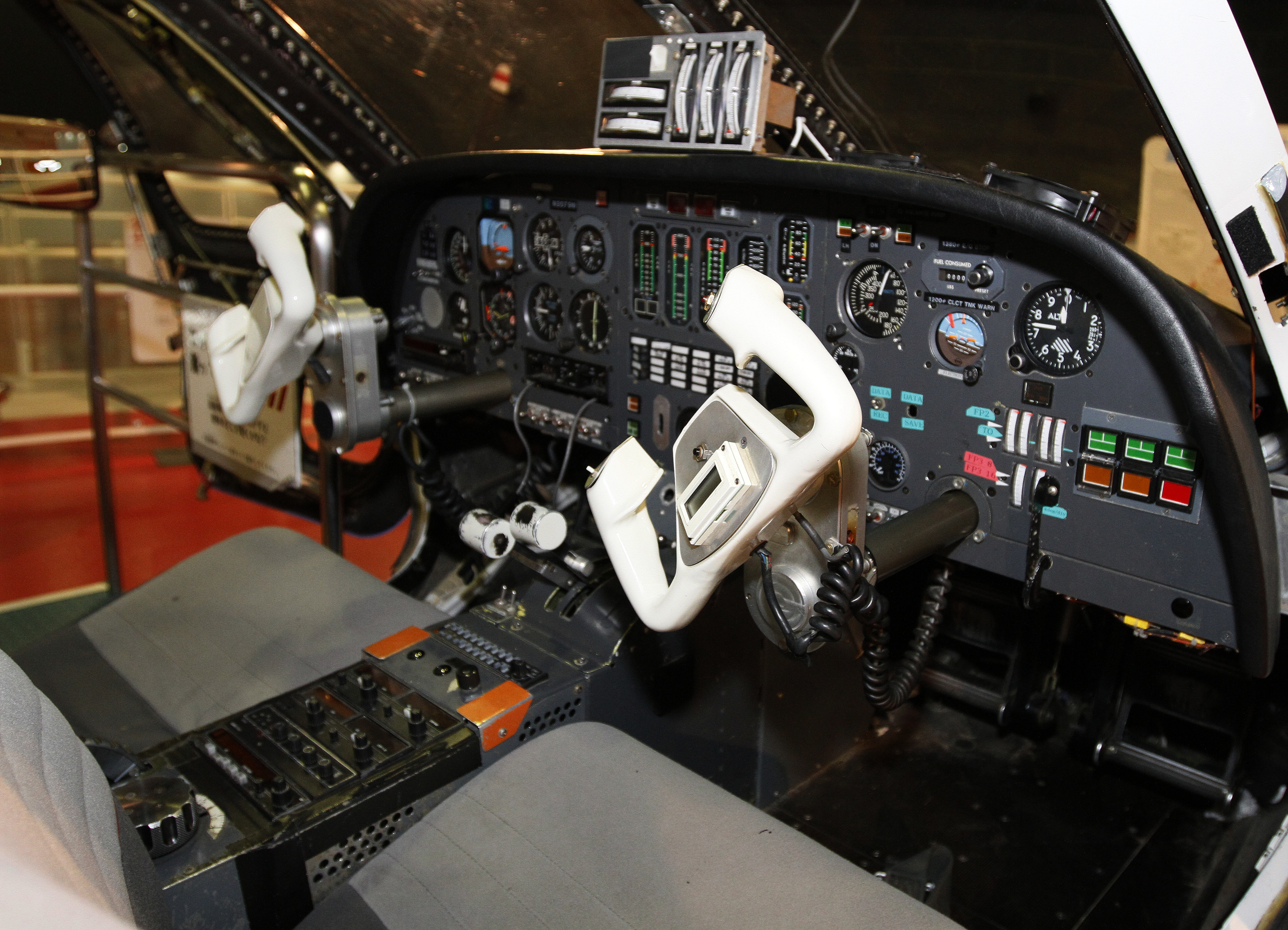
MH02の操縦席

MH02は、本田技研工業（以下ホンダ）が開発した小型実験機。1993年（平成5年）3月に初飛行。
MH02の開発を通じて培われた研究成果は、後のHondaJetに引き継がれている。

## 開発の経緯
ホンダは創業者の本田宗一郎が飛行機好きであったことから、1962年（昭和37年）には航空機事業参入を宣言して以来、研究所内で細々とした研究を進めてきた。
研究が本格化したのは1986年（昭和61年）に和光基礎技術研究センターが開設されてからで、1989年（平成元年）には米ミシシッピ州立大学ラスペット飛行研究所と提携し、研究棟を建設して寄付した。また研究所の運営費は全てホンダが負担している。ホンダはここに10名ほどの研究者を送り込んで、市販のジェット機の改造、飛行実験や、軽くて丈夫な先進的複合材料の研究を行ってきた。
また、日本国内でも研究が本格化してからは既存の重工業メーカーからホンダに転属するものが現れ、彼らを採用するとともに、重工メーカーから技術者の引き抜きも行うなど、人材面でも体制を整えてきた。こうして開発されたホンダの飛行実験機第一号であるMH02は、1993年（平成5年）3月に初飛行に成功した。1995年（平成7年）から1996年（平成8年）まで70時間の飛行実験を行った。後に出力を増強したエンジンに転換して実験を行った。なお、詳細な情報は1980年代に過激化した日米貿易摩擦の再来を避けるため、写真を含め、一切公表しなかった（後に写真や機体の概要は公表した）。

## 機体
キャビンは6人乗りとなっている。機体は従来のジュラルミン製ではなく、ホンダが研究してきた複合素材、炭素繊維エポキシ樹脂で製作することで軽量化が図られている。主翼は高翼式でアメリカ航空宇宙局（NASA）でも研究していた前進翼を採用している。エンジンは双発だが、胴体や主翼下ではなく、主翼の上部に取り付ける斬新な方法である。これはアッパーサーフェスブローイング機以外では珍しい。
基礎情報などは公開されていないが、徹底的な軽量化によって高い機動力を持っている。前進翼は旋回能力などに効果を発揮するが、一般的に操縦安定性が悪いとされているため、MH02も同様の問題を抱えたと考えられる。
現在はツインリンクもてぎ内にあるファンファン・ラボに展示されている。

## 諸元
- 全長：11.25 m
- 全幅：11.24 m
- 全高：4.18 m
- 最大離陸重量：3,629 kg
- エンジン：プラット・アンド・ホイットニー・カナダ JT15D-1 ターボファン（推力：600 kgf） × 2
- 最大速度：654 km/h（353ノット・推定値）
- 乗員：6名

## 文献
- 前間孝則『ホンダジェット: 開発リーダーが語る30年の全軌跡』新潮社、2015年。ISBN 9784103289227。